# آنی مونتاگ الکساندر
 آنی مونتاگ الکساندر (انگلیسی: Annie Montague Alexander؛ ۲۹ دسامبر ۱۸۶۷ – ۱۰ دسامبر ۱۹۵۰) یک دانشمند اهل ایالات متحده آمریکا بود.